# Pura Dalem Agung Padangtegal
Pura Dalem Agung Padangtegal, o gran templo de la Muerte de Padangtegal, es uno de los tres templos hindúes que forman un complejo de templos ubicado en el santuario del bosque sagrado de los monos, comúnmente llamado 'bosque de los monos de Ubud', en Padangtegal, Ubud, Bali, Indonesia.
También llamado el 'templo principal' (Kuil Utama), Pura Dalem Agung Padangtegal se encuentra en la parte suroeste del recinto del bosque de los monos de Ubud, en su parte más alta, y se utiliza para adorar al dios Hyang Widhi como la personificación del dios Shiva, "el reciclador" o "el transformador". Al igual que los otros dos templos del complejo, se cree que fue construido alrededor de 1350. El complejo del templo juega un papel importante en la vida espiritual de la comunidad local.
Flanqueando la escalera principal, puede verse talladas estatuas de la bruja reina Rangda con sus colmillos salientes, senos colgantes y larga lengua. Dos de las estatuas de Rangda están representadas devorando a niños.
El área frente al templo es el territorio y el hogar de uno de los cinco grupos de monos, los macacos cangrejeros (Macaca fascicularis) en el bosque de monos de Ubud.

## Galería
|                                                                       |
| Pura Dalem Agung Padangtegal en el bosque sagrado de los monos, Ubud. |

|                                     |
| Cartel indicando pura Dalem (2011). |

|                                                                         |
| “Hijo de un vampiro”, una de las muchas estatuas que adornan el templo. |

|                                            |
| Entrada al templo Dalem Agung Padangtegal. |